# Spaß am Copper Mountain
Spaß am Copper Mountain ist eine kanadische Filmkomödie von David Mitchell aus dem Jahr 1983.

## Handlung
Bobby Todd und sein Freund Jackson Reach sind auf dem Weg zum Hotel Club Med im Wintersportgebiet Copper Mountain. Jackson will hier in einem professionellen Skirennen starten, während Bobby hofft, endlich Frauen kennenzulernen. Bisher hat er große Probleme, Frauen anzusprechen, weil er dabei nie er selbst sein kann, sondern immer zwanghaft andere Persönlichkeiten imitiert. Im Club angekommen, lernen beide Männer den Ablauf des nächsten Tages kennen, so sei vor dem Rennen noch ein Konzert geplant. Bobby sieht dem Konzertaufbau zu und imitiert auf der Bühne spontan Sammy Davis, Jr. mit dem Lied Mr. Bojangles, bevor er von Sänger Ronnie Hawkins von der Bühne gebeten wird, weil dieser proben will. Bobby versucht in der Folge vergeblich, Kontakt zu Frauen aufzunehmen. Aufgrund seiner ständigen Imitationen anderer Menschen schreckt er die Frauen ab oder bereitet sich so lange auf seinen Ansprechtext vor, dass die Frauen in der Zwischenzeit verschwunden sind. Jackson erfährt unterdessen, dass für das Profirennen kein Platz mehr frei ist. Barkeeper Yogi Hebadaddy bietet ihm seinen Platz an, sollte er ihn bei einem Proberennen besiegen.
Am nächsten Tag beginnen die Vorbereitungen für das Rennen. Jackson glaubt, den fülligen Yogi einfach besiegen zu können, verliert sein Rennen jedoch. Bobby hingegen gelingt es, mit der Hotelangestellten Michelle ein normales Gespräch zu führen. Er erfährt, dass sie das Hotel verlassen will, weil sie unglücklich in ihren Chef Sonny Silverton verliebt ist. Bobby verkleidet sich als Scheich und umgarnt so Michelle, sodass der eifersüchtige Sonny Michelle schließlich seine Liebe gesteht und sich später bei Bobby für seinen Einsatz bedankt. Jackson wiederum erfährt, dass Yogi ihm seinen Startplatz überlässt. Zwar verliert er schließlich das Profirennen, ist mit seiner Leistung aber dennoch zufrieden. Bobby hat sich in der Zwischenzeit dazu entschlossen, ebenfalls Skifahren zu lernen, fährt jedoch aus Versehen in der ersten Trainingsstunde einen steilen Hang hinunter, wobei er erst im Tal zu Fall kommt. Die Frauen sind begeistert und transportieren den leichtverletzten Bobby gemeinsam ins Hotel. Auf Jacksons Frage, welche imitierte Person den Erfolg gebracht hat, meint Bobby stolz, dass es diesmal ganz er selbst gewesen sei.

## Produktion
Spaß am Copper Mountain, Originaltitel Copper Mountain mit dem Zusatz (A Club Med Experience), wurde im Club-Resort Club Med im Wintersportgebiet Copper Mountain in Colorado gedreht. Andere Skiszenen entstanden im White River National Forest in Colorado. Die Skifahrer Edwin Halsnes und Jean-Claude Killy haben Cameoauftritte im Film als sie selbst. Es war der erste Langfilm, in dem Jim Carrey eine Rolle übernahm.
Im Film treten verschiedene Sänger mit Liedern auf:
- Rita Coolidge: One Fine Day; We’re All Alone; The Way You Do the Things You Do
- Ronnie Hawkins: Lodi; Travelling Band
- Bill Champlin: Sara; Take it Uptown

Spaß am Copper Mountain entstand 1983. In den USA und Kanada wurde der Film im Februar 2004 auf DVD veröffentlicht. In Deutschland lief er erstmals am 6. November 2004 im Ersten, bevor er im April 2006 auf DVD erschien.